# Taraneh Javanbakht
Taraneh Javanbakht (em persa: ترانه جوانبخت) (Teerã, 12 de maio de 1974) é uma poetisa, escritora, cientista, filósofa, ativista dos direitos humanos, pintora e compositora iraniana.

## Obras

### Poesia
- Pyramid
- Mirage
- The age of mirror

### Contos
- The crossroad that reached the fifth way
- The mirage

### Filosofia
- 2006 Netism

### Música
- 2006 The sweet love

## Prêmios
- 2008 Excellence price from FARE, UQAM, Montreal.[1]
- 2003 Special recognition in the international poetry competition, Voicesnet anthology.[2]
- 2003 Editors' choice award for her poems, New York.[3]
- 1999 Fellowhip from L'Association des Femmes Diplômées des Universitées (AFFDU), Paris.[4]
- 1993 Acknowledgement by Reza Amrollahi, the president of the Organização de Energia Atômica do Irã and the second in the administration of President of Iran, in the Second international conference of laser and its applications.[5]